# Víktor Anpílov
Víktor Ivánovich Anpílov (en ruso: Ви́ктор Ива́нович Анпи́лов; Bélaya Glina, krai de Krasnodar; 2 de octubre de 1945-Moscú, 15 de enero de 2018) fue un político comunista y sindicalista ruso. 

## Biografía
Se unió al Partido Comunista de la Unión Soviética en 1972. Trabajó como periodista en Latinoamérica. En 1990, Anpílov fue nominado como candidato para el Congreso de Diputados del Pueblo y el soviet de la ciudad de Moscú. Tras la disolución de la Unión Soviética se convirtió en líder del movimiento Rusia Obrera. Durante la crisis constitucional rusa de 1993, fue uno de los líderes de la revuelta anti-Boris Yeltsin. En 1999, su movimiento se unió a la coalición Bloque de Stalin - Por la URSS. En 2007 tomo parte en la Marcha del Desacuerdo organizada para protestar contra las políticas del presidente Vladímir Putin.